# کوکشایر-ایتون، کبک
کوکشایر-ایتون (به فرانسوی: Cookshire-Eaton) شهرکی در منطقه شهری لواو-سن-فرانسوا ناحیه استری در استان کبک کانادا است. در سرشماری سال ۲۰۱۱ این شهرک ۵٬۰۷۲ نفر جمعیت داشته‌است و مساحت آن ۲۹۷٫۶ کیلومتر مربع است.